# Ginestar
|  | Per a altres significats, vegeu «Ginestar (desambiguació)». |

Ginestar és una vila i municipi de la comarca de la Ribera d'Ebre. La vila de Ginestar és emplaçada a la riba oriental de l'Ebre a uns 26 metres d'alçada en el banc de sorra dipositat pel riu que es coneix com l'illa. Des de 2015 la seva alcaldessa és la Concepció Pujol Sarroca.
La festa major de Ginestar és consagrada a Sant Martí i se celebra el segon diumenge de novembre. Una altra festa destacable és la de Sant Isidre, celebrada el 15 de maig a l'ermita d'aquest sant amb un dinar de germanor. El topònim Ginestar prové de ginesta (arbust de branquillons verds, fulles petites i flors grogues), planta molt abundant al terme.

## Història
La vila de Ginestar prové d'una alqueria àrab on, segons la tradició, hi havia una gran ginesta, per la qual era coneguda amb el nom de Mas de la Ginesta, masia formada per unes quantes cases agrupades. L'origen de la població és posterior a la restauració cristiana, encara que dins el terme s'han descobert làpides del període visigòtic.
Conquerit a mitjan segle xii per Ramon Berenguer IV, fou cedit per aquest als dominis dels templers i a la comanda de Miravet que atorgaren, al que aleshores s'anomenava mas de Ginestar, una carta de poblament l'any 1206. Una vegada desaparegut els templers Ginestar passà a mans dels hospitalers.
S'ha de citar, l'any 1408, el pas per la vila del rei Martí l'Humà, que es trobava a Tortosa. També cal destacar l'estada al municipi, l'any 1585, de Felip II, quan feia el seu segon viatge a Catalunya.
Segons uns documents localitzats per Juan Siuraneta a l'arxiu de la ciutat de Barcelona, l'any 1569 a Ginestar s'emmagatzemaren els blats de l'Aragó i des d'allí es traslladaven a Cambrils per embarcar-los vers Barcelona. La pesta flagel·lava la contrada de Valls i el Camp de Tarragona, motiu que obligà als monjos de Miravet a prohibir el transport per por de la pesta, però, donat que Cambrils «estava sa i net» es continuà el transport. Més tard Tortosa dictà rigoroses lleis «que llevassen lo carreig, sinó que los llevarien la practica de la ciutat així com dels molins de l'assut», davant d'aquestes amenaces no enviarien més blat a Cambrils, doncs «no podien viure si els llevaven no poder moldre». Ginestar ha estat un dels pobles més afectats per les riuades donada la seva situació planera arran de les terres d'al·luvió. L'any 1787 s'enderrocaren 123 cases.
Durant la guerra civil de 1936, els republicans, la nit del 24 de juliol de 1938, en el precís moment de començar la batalla de l'Ebre, construïren amb barques i taulons una passarel·la entre les poblacions de Ginestar i Benissanet, que els permeteren de travessar el riu d'una manera sorprenent i que ja és història.

## Geografia
- Llista de topònims de Ginestar (Orografia: muntanyes, serres, collades, indrets..; hidrografia: rius, fonts...; edificis: cases, masies, esglésies, etc).

## Demografia
| 1497 f | 1515 f | 1553 f | 1717 | 1787 | 1857  | 1877  | 1887  | 1900  | 1910  |
| ------ | ------ | ------ | ---- | ---- | ----- | ----- | ----- | ----- | ----- |
| 42     | 61     | 78     | 210  | -    | 1.295 | 1.480 | 1.576 | 1.715 | 1.626 |

| 1920  | 1930  | 1940  | 1950  | 1960  | 1970  | 1981 | 1990 | 1992 | 1994 |
| ----- | ----- | ----- | ----- | ----- | ----- | ---- | ---- | ---- | ---- |
| 1.618 | 1.531 | 1.426 | 1.408 | 1.253 | 1.098 | 949  | 898  | 875  | 875  |

| 1996 | 1998 | 2000 | 2002 | 2004 | 2006 | 2008  | 2010  | 2012 | 2014 |
| ---- | ---- | ---- | ---- | ---- | ---- | ----- | ----- | ---- | ---- |
| 835  | 829  | 837  | 847  | 929  | 965  | 1.098 | 1.022 | 937  | 819  |

| 2016 | 2018 | 2020 | 2022 | 2024 | 2026 | 2028 | 2030 | 2032 | 2034 |
| ---- | ---- | ---- | ---- | ---- | ---- | ---- | ---- | ---- | ---- |
| 778  | 762  | 764  | 790  | 794  | -    | -    | -    | -    | -    |

## Llocs d'interès

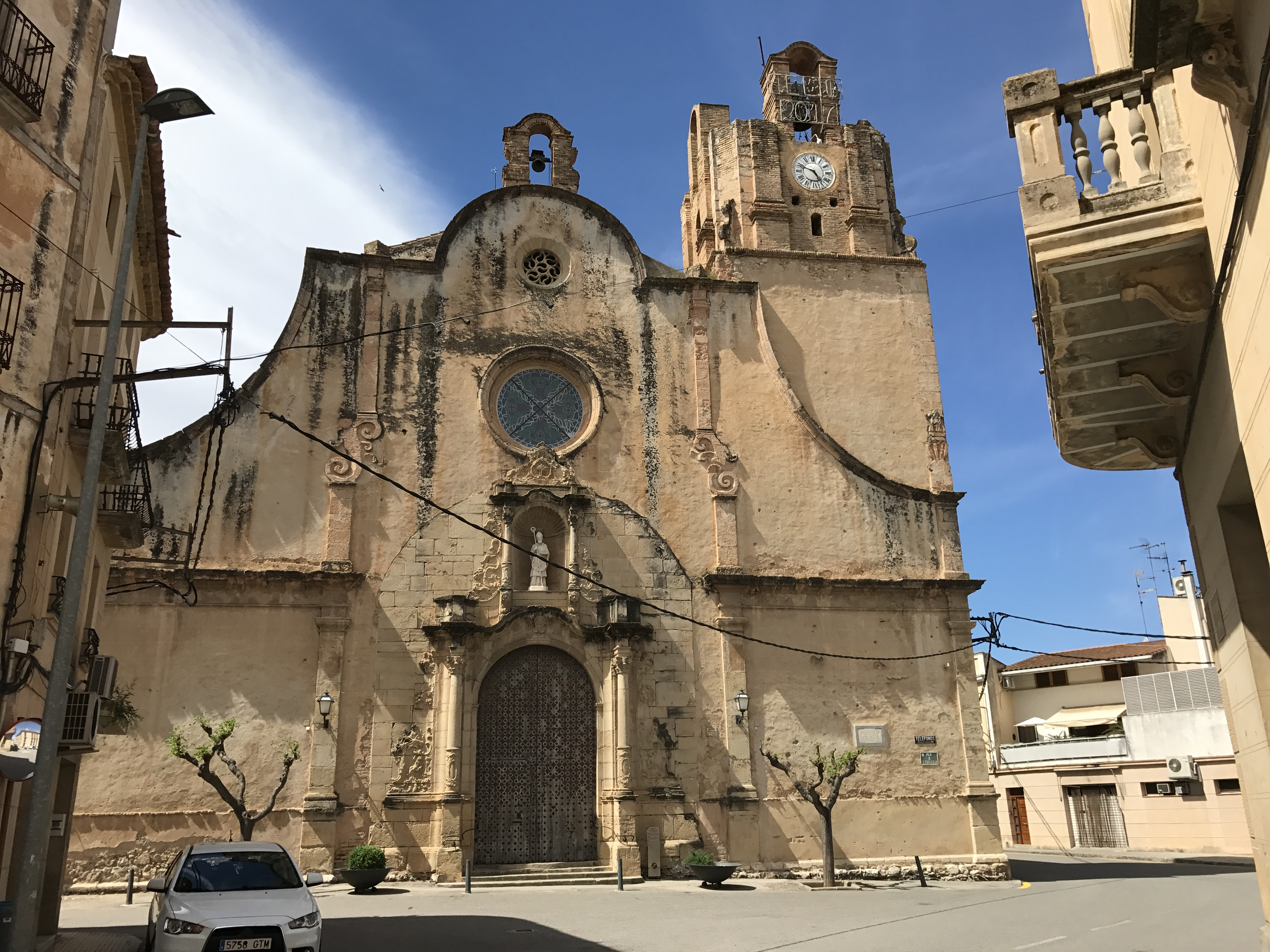
Església de Sant Martí

- Nucli històric de Ginestar
- Església de Sant Martí
- Església vella
- Ermita de Sant Isidre

## Personatges il·lustres
- Manuel Rius i Ramos